# Bologna Football Club 1909 2017-2018
Questa voce raccoglie le informazioni riguardanti il Bologna Football Club 1909 nelle competizioni ufficiali della stagione 2017-2018.

## Stagione
L'estate 2017 coincide, tra l'altro, con l'approdo in rossoblù del trentacinquenne argentino Rodrigo Palacio, in forza all'Inter nelle ultime cinque stagioni e anche dell'arrivo di Andrea Poli dal Milan. Dopo un avvio di campionato dai risultati contraddittori, un gol dello stesso Trenza assicura la vittoria sul difficile campo di Genova. Il girone di andata viene archiviato con 24 punti, tradottisi in una posizione di classifica relativamente tranquilla.
Durante la fase di ritorno i felsinei accusano un evidente calo, che non inficia comunque la salvezza. Pur ottenendo l'ultima vittoria a metà aprile, e concludendo il torneo con 5 sconfitte in 6 giornate, la formazione petroniana trae giovamento da una zona-retrocessione già delineata; la posizione finale è il quindicesimo posto, certificata dal knock-out con l'Udinese che vale la salvezza proprio dei friulani.

## Divise e sponsor
Per il diciassettesimo anno consecutivo lo sponsor tecnico per la stagione 2017-2018 è Macron. Il main sponsor è FAAC.
La presentazione della maglia home generò aspre polemiche a causa del logo bicolore: novità di quest'anno è infatti lo stemma ricamato sul petto, che viene spogliato dei colori tradizionali in favore di un bicolore bianco e blu. Tralasciando questo dettaglio, la nuova divisa mantiene i colori rossoblù con quattro bande verticali, due rosse e due blu in stampa sublimatica. Il collo è a V con vela in maglieria, così come in maglieria sono i bordi delle maniche. Nel retro, sotto al colletto, è ricamato il nome del club: Bologna FC 1909. Nella parte anteriore, in alto a destra in bianco il logo Macron, a sinistra, lato cuore, lo stemma della squadra. Completano la divisa i pantaloncini bianchi con bordi rosso e blu e i calzettoni blu con due righe verticali rosse interrotte dalla scritta BOLOGNA FC 1909 e il logo Macron.
La seconda maglia è stata svelata nel prepartita contro il Napoli il 10 settembre. La casacca è bianca con una banda diagonale rossoblù molto particolare, infatti è formata dai nomi dei 100 giocatori che hanno collezionato più presenze con la maglia del Bologna. Al contrario della prima maglia, questa ha lo stemma ricamato nei colori classici, sul petto trovano posto anche il marchio Macron e il main sponsor che interrompe la fascia diagonale. I colori societari decorano anche l’orlo delle maniche, blu a destra e rosso a sinistra, sul retro del collo si ritrova il ricamo BOLOGNA FC 1909 I pantaloncini del completo away sono blu, i calzettoni sono blu o bianchi da abbinare in base agli avversari.
La terza maglia è stata presentata 5 dicembre al termine di un incontro tra la società e i tifosi. Il colore dominante è il blu royal, con bande verticali tono su tono nella parte anteriore. Il collo è a V con vela in maglieria con inserti rossoblù e nel retro, sotto al colletto, è ricamato il nome del club. Nella parte anteriore, in alto a destra è impresso il logo Macron, mentre a sinistra sul lato cuore compare lo stemma della squadra. La divisa si completa con gli short sempre blu royal con puntali rossi e bordo coscia impreziosito da dettagli rossi e blu. I calzettoni, del medesimo colore, presentano al centro due righe verticali rossoblù spezzate dalla scritta BOLOGNA FC 1909.
In questa stagione vi saranno solamente due casacche esclusivamente da portiere: una gialla e una nera; come terza scelta viene molto spesso utilizzata la terza divisa blu da giocatore di movimento.
| Casa | Trasferta | Terza divisa | 1ª portiere | 2ª portiere | 3ª portiere |

## Organigramma societario
- Chairman: Joey Saputo
- Presidente Onorario: Giuseppe Gazzoni Frascara
- Amministratore delegato: Claudio Fenucci
- Consigliere: Joe Marsilii, Anthony Rizza
- Presidente del Collegio Sindacale: Francesco Catenacci,
- Collegio Sindacale: Massimo Cimino, Salvatore Ferri
- Direttore Amministrazione Finanza e Controllo: Alessandro Gabrieli

- Club Manager: Marco Di Vaio
- Team Manager: Tommaso Fini
- Segretario generale: Luca Befani
- Segretario Sportivo: Daniel Maurizi
- Responsabile Segreteria organizzativa: Federica Orlandi
- Segreteria organizzativa: Paolo Mazzitelli
- Eventi: Mirco Sandoni

Area comunicazione
- Responsabile: Carlo Caliceti
- Ufficio stampa: Gloria Gardini, Federico Frassinella

Area marketing
- Responsabile: Christoph Winterling
- Area marketing: Federica Furlan, Chiara Targa, Simona Tovoli

- Direttore sportivo: Riccardo Bigon
- Allenatore: Roberto Donadoni
- Allenatore in seconda: Luca Gotti
- Collaboratore tecnico: Renato Olive, Mario Bortolazzi
- Preparatore dei portieri: Luca Bucci
- Preparatore/i atletico/i: Giovanni Andreini, Giacomo Ceci, Nicolò Prandelli, Stefano Pasquali
- Video analista/i: Alberto Nabiuzzi

Area sanitaria
- Responsabile: Gianni Nanni
- Medici sociali: Luca Bini, Giovanbattista Sisca
- Fisioterapisti: Luca Ghelli, Luca Govoni, Carmelo Sposato, Simone Sperlozi

## Rosa
Ruoli e numerazione, tratti dal sito web ufficiale della società, aggiornati al 28 luglio 2017.
| N. |                       | Ruolo | Calciatore            |
| -- | --------------------- | ----- | --------------------- |
| 1  | Brasile (bandiera)    | P     | Angelo da Costa       |
| 2  | Ungheria (bandiera)   | C     | Ádám Nagy             |
| 3  | Costa Rica (bandiera) | D     | Giancarlo González    |
| 4  | Svezia (bandiera)     | D     | Emil Krafth           |
| 5  | Cile (bandiera)       | C     | Erick Pulgar          |
| 6  | Francia (bandiera)    | D     | Sebastien De Maio     |
| 7  | Croazia (bandiera)    | A     | Bruno Petković        |
| 7  | Svizzera (bandiera)   | C     | Blerim Džemaili       |
| 8  | Algeria (bandiera)    | C     | Saphir Taïder         |
| 8  | Italia (bandiera)     | A     | Riccardo Orsolini     |
| 9  | Italia (bandiera)     | A     | Simone Verdi          |
| 10 | Italia (bandiera)     | A     | Mattia Destro         |
| 11 | Rep. Ceca (bandiera)  | C     | Ladislav Krejčí       |
| 12 | Italia (bandiera)     | C     | Lorenzo Crisetig      |
| 14 | Italia (bandiera)     | A     | Federico Di Francesco |
| 15 | Senegal (bandiera)    | D     | Ibrahima Mbaye        |
| 16 | Italia (bandiera)     | C     | Andrea Poli           |

| N. |                      | Ruolo | Calciatore                 |
| -- | -------------------- | ----- | -------------------------- |
| 18 | Svezia (bandiera)    | D     | Filip Helander             |
| 19 | Uruguay (bandiera)   | A     | Felipe Avenatti            |
| 20 | Italia (bandiera)    | D     | Domenico Maietta           |
| 21 | Uruguay (bandiera)   | C     | César Falletti             |
| 22 | Nigeria (bandiera)   | C     | Kingsley Michael           |
| 24 | Argentina (bandiera) | A     | Rodrigo Palacio            |
| 25 | Italia (bandiera)    | D     | Adam Masina                |
| 26 | Italia (bandiera)    | D     | Simone Romagnoli           |
| 29 | Italia (bandiera)    | P     | Antonio Santurro           |
| 30 | Nigeria (bandiera)   | A     | Orji Okwonkwo              |
| 33 | Mali (bandiera)      | D     | Cheick Keita               |
| 34 | Italia (bandiera)    | P     | Federico Ravaglia          |
| 35 | Grecia (bandiera)    | D     | Vasilīs Torosidīs          |
| 42 | Italia (bandiera)    | D     | Gianluca Frabotta          |
| 77 | Ghana (bandiera)     | C     | Godfred Donsah             |
| 83 | Italia (bandiera)    | P     | Antonio Mirante (capitano) |

## Calciomercato

### Sessione estiva(dal 3/7 al 31/8)
| Acquisti         | Acquisti            | Acquisti        | Acquisti                          |
| R.               | Nome                | da              | Modalità                          |
| ---------------- | ------------------- | --------------- | --------------------------------- |
| P                | Antonio Santurro    | Siracusa        | definitivo                        |
| D                | Sebastien De Maio   | Anderlecht      | definitivo (2 milioni €)          |
| D                | Giancarlo Gonzalez  | Palermo         | definitivo (1,5 milioni €)        |
| D                | Cheick Keita        | Birmingham City | prestito oneroso (1 milione €)    |
| D                | Alex Ferrari        | Verona          | fine prestito                     |
| C                | Saphir Taïder       | Inter           | riscatto cartellino (4 milioni €) |
| C                | Andrea Poli         | Milan           | definitivo                        |
| C                | Filippo Falco       | Benevento       | fine prestito                     |
| C                | Lorenzo Crisetig    | Crotone         | fine prestito                     |
| C                | Cesar Falletti      | Sp. Luqueño     | definitivo (2,5 milioni €)        |
| A                | Felipe Avenatti     | Sp. Luqueño     | prestito con obbligo di riscatto  |
| A                | Anthony Mounier     | Atalanta        | fine prestito                     |
| A                | Rodrigo Palacio     | Inter           | definitivo                        |
| Altre operazioni |                     |                 |                                   |
| R.               | Nome                | da              | Modalità                          |
| P                | Filippo Perucchini  | Lecce           | fine prestito                     |
| D                | Deian Boldor        | Verona          | fine prestito                     |
| D                | Gianmarco Gerevini  | Olhanense       | fine prestito                     |
| D                | Fabrizio Brignani   | Cremonese       | definitivo                        |
| D                | Ruben Palomeque     | Lupa Roma       | fine prestito                     |
| D                | Nicola Camilloni    | Fano            | fine prestito                     |
| C                | Francesco Bergamini | Gubbio          | fine prestito                     |
| C                | Bálint Vécsei       | Lugano          | fine prestito                     |
| C                | Lorenzo Colli       | Casertana       | fine prestito                     |
| A                | Lorenzo Musto       | Lumezzane       | fine prestito                     |
| A                | Simone Rossetti     | Mezzolara       | fine prestito                     |
| A                | Andrea Vassallo     | Brescia         | fine prestito                     |
| A                | Simone Saporetti    | Imolese         | fine prestito                     |
| A                | Antonio Calabrese   | Racing Roma     | fine prestito                     |
| A                | Anthony Mounier     | Atalanta        | fine prestito                     |

| Cessioni         | Cessioni            | Cessioni           | Cessioni                                       |
| R.               | Nome                | a                  | Modalità                                       |
| ---------------- | ------------------- | ------------------ | ---------------------------------------------- |
| D                | Marios Oikonomou    | SPAL               | prestito con obbligo di riscatto (3 milioni €) |
| D                | Alex Ferrari        | Verona             | prestito con obbligo di riscatto (4 milioni €) |
| D                | Daniele Gastaldello | Brescia            | definitivo                                     |
| C                | Blerim Džemaili     | Montréal Impact    | prestito                                       |
| C                | Filippo Falco       | Perugia            | prestito con obbligo di riscatto               |
| C                | Luca Rizzo          | SPAL               | prestito con diritto di riscatto (3 milioni €) |
| C                | Federico Viviani    | Verona             | fine prestito                                  |
| A                | Anthony Mounier     | Panathīnaïkos      | definitivo                                     |
| A                | Umar Sadiq          | Roma               | fine prestito                                  |
| Altre operazioni |                     |                    |                                                |
| R.               | Nome                | a                  | Modalità                                       |
| P                | Filippo Perucchini  | Lecce              | prestito                                       |
| P                | Mouhamadou Sarr     | Prato              | prestito                                       |
| D                | Deian Boldor        | Montréal Impact    | prestito                                       |
| D                | Nicolò Cherubin     | Verona             | definitivo                                     |
| D                | Lorenzo Paramatti   |                    | svincolato                                     |
| D                | Nicola Camilloni    | Fano               | prestito                                       |
| D                | Gianmarco Gerevini  | Matelica           | definitivo                                     |
| C                | Vincenzo Silvestro  | Pordenone          | prestito                                       |
| C                | Francesco Bergamini | Gubbio             | definitivo                                     |
| C                | Lorenzo Colli       | Casertana          | prestito                                       |
| A                | Simone Rossetti     | Virtus Francavilla | prestito                                       |
| A                | Mirko Albertazzi    | Virtus Francavilla | prestito                                       |
| A                | Andrea Vassallo     | Carrarese          | prestito                                       |
| A                | Lorenzo Musto       | Renate             | prestito                                       |
| A                | Aaron Tabacchi      | Ravenna            | prestito                                       |

### Sessione invernale(dal 3/1 al 31/1)
| Acquisti         | Acquisti          | Acquisti          | Acquisti                                                               |
| R.               | Nome              | da                | Modalità                                                               |
| ---------------- | ----------------- | ----------------- | ---------------------------------------------------------------------- |
| D                | Simone Romagnoli  | Empoli            | prestito con diritto di riscatto                                       |
| C                | Blerim Džemaili   | Montréal Impact   | fine prestito                                                          |
| A                | Riccardo Orsolini | Juventus          | prestito biennale con diritto riscatto e controriscatto (15 milioni €) |
| Altre operazioni |                   |                   |                                                                        |
| D                | Deian Boldor      | Montréal Impact   | fine prestito                                                          |
| D                | Marios Oikonomou  | SPAL              | fine prestito                                                          |
| D                | Nehuén Paz        | Newell's Old Boys | definitivo (1,2 milioni €)                                             |
| C                | Lorenzo Colli     | Casertana         | fine prestito                                                          |
| C                | Luca Rizzo        | SPAL              | fine prestito                                                          |
| A                | Filippo Falco     | Perugia           | fine prestito                                                          |
| A                | Lorenzo Musto     | Renate            | fine prestito                                                          |
| A                | Aaron Tabacchi    | Ravenna           | fine prestito                                                          |

| Cessioni         | Cessioni         | Cessioni        | Cessioni                                          |
| R.               | Nome             | a               | Modalità                                          |
| ---------------- | ---------------- | --------------- | ------------------------------------------------- |
| D                | Domenico Maietta | Empoli          | definitivo                                        |
| C                | Saphir Taïder    | Montréal Impact | prestito biennale con diritto di riscatto         |
| A                | Bruno Petković   | Verona          | prestito                                          |
| A                | Orij Okwonkwo    | Brescia         | prestito con diritto di riscatto e controriscatto |
| Altre operazioni |                  |                 |                                                   |
| D                | Deian Boldor     | Verona          | prestito                                          |
| D                | Lorenzo Colli    | Prato           | prestito                                          |
| D                | Nehuén Paz       | Lanús           | prestito                                          |
| C                | Luca Rizzo       | Atalanta        | prestito con diritto di riscatto                  |
| D                | Marios Oikonomou | Bari            | prestito con obbligo di riscatto                  |
| A                | Filippo Falco    | Pescara         | prestito con diritto di riscatto                  |
| A                | Lorenzo Musto    | Arzachena       | prestito                                          |

## Risultati

### Serie A

#### Girone di andata
| Arbitro: | Massa (Imperia) |

|                  |           |            |
| Di Francesco 27’ | Marcatori | 33’ Ljajić |

| Arbitro: | Calvarese (Teramo) |

|  |           |            |
|  | Marcatori | 55’ Donsah |

| Arbitro: | Giacomelli (Trieste) |

|  |           |                                        |
|  | Marcatori | 66’ Callejón 83’ Mertens 88’ Zielinski |

| Arbitro: | Valeri (Roma) |

|                         |           |             |
| Chiesa 51’ Pezzella 69’ | Marcatori | 52’ Palacio |

| Arbitro: | Di Bello (Brindisi) |

|           |           |                   |
| Verdi 32’ | Marcatori | 77’ (rig.) Icardi |

| Arbitro: | Tagliavento (Terni) |

|  |           |              |
|  | Marcatori | 89’ Okwonkwo |

| Arbitro: | Rocchi (Firenze) |

|  |           |             |
|  | Marcatori | 73’ Palacio |

| Arbitro: | Guida (Torre Annunziata) |

|                             |           |               |
| Poli 30’ Salamon 49’ (aut.) | Marcatori | 88’ Antenucci |

| Arbitro: | Maresca (Napoli) |

|               |           |  |
| Cornelius 71’ | Marcatori |  |

| Arbitro: | Massa (Imperia) |

|                  |           |                               |
| Lulic 50’ (aut.) | Marcatori | 4’ Milinković-Savić 28’ Lulic |

| Arbitro: | Fabbri (Ravenna) |

|                 |           |  |
| El Shaarawy 33’ | Marcatori |  |

| Arbitro: | Pasqua (Tivoli) |

|                |           |                                    |
| Verdi 38’, 41’ | Marcatori | 68’ (rig.) Trotta 40’, 70’ Budimir |

| Arbitro: | Mariani (Aprilia) |

|                       |           |                                    |
| Cerci 12’ Caceres 33’ | Marcatori | 21’ Destro 74’ Okwonkwo 76’ Donsah |

| Arbitro: | Maresca (Napoli) |

|                                 |           |  |
| Verdi 3’ Mbaye 23’ Okwonkwo 73’ | Marcatori |  |

| Arbitro: | La Penna (Roma) |

|            |           |                |
| Destro 81’ | Marcatori | 42’ João Pedro |

| Arbitro: | Guida (Torre Annunziata) |

|                      |           |           |
| Bonaventura 10’, 76’ | Marcatori | 23’ Verdi |

| Arbitro: | Banti (Livorno) |

|  |           |                                      |
|  | Marcatori | 27’ Pjanić 36’ Mandžukić 64’ Matuidi |

| Arbitro: | Manganiello (Pinerolo) |

|                            |           |                          |
| Inglese 32’ Cacciatore 85’ | Marcatori | 4’, 90’ Destro 50’ Verdi |

| Arbitro: | Gavillucci (Latina) |

|                   |           |                        |
| Danilo 27’ (aut.) | Marcatori | 37’ Widmer 48’ Lasagna |

#### Girone di ritorno
| Arbitro: | Damato (Barletta) |

|                                       |           |  |
| De Silvestri 38’ Niang 53’ Falque 85’ | Marcatori |  |

| Arbitro: | Abbattista (Molfetta) |

|                                     |           |  |
| Destro 35’ De Maio 73’ Džemaili 88’ | Marcatori |  |

| Arbitro: | Mazzoleni (Bergamo) |

|                                         |           |            |
| Mbaye 5’ (aut.) Mertens 37’ (rig.), 59’ | Marcatori | 1’ Palacio |

| Arbitro: | Doveri (Roma) |

|            |           |                               |
| Pulgar 44’ | Marcatori | 41’ (aut.) Mirante 71’ Chiesa |

| Arbitro: | Valeri (Roma) |

|                     |           |             |
| Éder 2’ Karamoh 63’ | Marcatori | 25’ Palacio |

| Arbitro: | Tagliavento (Terni) |

|                     |           |             |
| Poli 12’ Pulgar 88’ | Marcatori | 38’ Babacar |

| Arbitro: | Giua (Olbia) |

|                         |           |  |
| Destro 49’ Falletti 72’ | Marcatori |  |

| Arbitro: | Rocchi (Firenze) |

|            |           |  |
| Grassi 48’ | Marcatori |  |

| Arbitro: | Calvarese (Teramo) |

|  |           |             |
|  | Marcatori | 83’ de Roon |

| Arbitro: | Damato (Barletta) |

|           |           |          |
| Leiva 16’ | Marcatori | 3’ Verdi |

| Arbitro: | Irrati (Pistoia) |

|            |           |           |
| Pulgar 18’ | Marcatori | 76’ Džeko |

| Arbitro: | Calvarese (Teramo) |

|          |           |  |
| Simy 25’ | Marcatori |  |

| Arbitro: | Abisso (Palermo) |

|                      |           |  |
| Verdi 31’ Nagy 90+4’ | Marcatori |  |

| Arbitro: | Manganiello (Pinerolo) |

|              |           |  |
| Zapata 90+3’ | Marcatori |  |

| Cagliari 22 aprile 2018, ore 15:00 CET 34ª giornata | Cagliari      | 0 – 0 referto | Bologna | Sardegna Arena (15 024 spett.)\| Arbitro: \| Doveri (Roma) \| |
| Arbitro:                                            | Doveri (Roma) |               |         |                                                               |

| Arbitro: | Giacomelli (Trieste) |

|             |           |                                |
| De Maio 74’ | Marcatori | 33’ Çalhanoğlu 45’ Bonaventura |

| Arbitro: | Irrati (Pistoia) |

|                                           |           |                  |
| De Maio 53’ (aut.) Khedira 63’ Dybala 69’ | Marcatori | 30’ (rig.) Verdi |

| Arbitro: | Pairetto (Nichelino) |

|                  |           |                             |
| Verdi 12’ (rig.) | Marcatori | 48’ Giaccherini 60’ Inglese |

| Arbitro: | Gavillucci (Latina) |

|            |           |  |
| Fofana 30’ | Marcatori |  |

### Coppa Italia

#### Turni preliminari
| Arbitro: | Abisso (Palermo) |

|  |           |                                   |
|  | Marcatori | 20’ Kouamé 42’ Pasa 45+1’ Litteri |

## Statistiche

### Statistiche di squadra
| Competizione | Punti | In casa | In casa | In casa | In casa | In casa | In casa | In trasferta | In trasferta | In trasferta | In trasferta | In trasferta | In trasferta | Totale | Totale | Totale | Totale | Totale | Totale | DR  |
| Competizione | Punti | G       | V       | N       | P       | Gf      | Gs      | G            | V            | N            | P            | Gf           | Gs           | G      | V      | N      | P      | Gf     | Gs     | DR  |
| ------------ | ----- | ------- | ------- | ------- | ------- | ------- | ------- | ------------ | ------------ | ------------ | ------------ | ------------ | ------------ | ------ | ------ | ------ | ------ | ------ | ------ | --- |
| Serie A      | 39    | 19      | 6       | 4       | 9       | 25      | 26      | 19           | 5            | 2            | 12           | 15           | 26           | 38     | 11     | 6      | 21     | 40     | 52     | −12 |
| Coppa Italia | -     | 1       | 0       | 0       | 1       | 0       | 3       | 0            | 0            | 0            | 0            | 0            | 0            | 1      | 0      | 0      | 1      | 0      | 3      | −3  |
| Totale       | 39    | 20      | 6       | 4       | 10      | 25      | 29      | 19           | 5            | 2            | 12           | 15           | 26           | 39     | 11     | 6      | 22     | 40     | 55     | −15 |

### Andamento in campionato
| Giornata  | 1 | 2 | 3 | 4  | 5  | 6  | 7 | 8 | 9 | 10 | 11 | 12 | 13 | 14 | 15 | 16 | 17 | 18 | 19 | 20 | 21 | 22 | 23 | 24 | 25 | 26 | 27 | 28 | 29 | 30 | 31 | 32 | 33 | 34 | 35 | 36 | 37 | 38 |
| --------- | - | - | - | -- | -- | -- | - | - | - | -- | -- | -- | -- | -- | -- | -- | -- | -- | -- | -- | -- | -- | -- | -- | -- | -- | -- | -- | -- | -- | -- | -- | -- | -- | -- | -- | -- | -- |
| Luogo     | C | T | C | T  | C  | T  | T | C | T | C  | T  | C  | T  | C  | C  | T  | C  | T  | C  | T  | C  | T  | C  | T  | C  | C  | T  | C  | T  | C  | T  | C  | T  | T  | C  | T  | C  | T  |
| Risultato | N | V | P | P  | N  | V  | V | V | P | P  | P  | P  | V  | V  | N  | P  | P  | V  | P  | P  | V  | P  | P  | P  | V  | V  | P  | P  | N  | N  | P  | V  | P  | N  | P  | P  | P  | P  |
| Posizione | 8 | 6 | 8 | 13 | 12 | 10 | 9 | 7 | 8 | 11 | 12 | 12 | 9  | 8  | 8  | 11 | 11 | 11 | 12 | 12 | 11 | 11 | 11 | 12 | 12 | 10 | 11 | 12 | 12 | 11 | 12 | 11 | 11 | 12 | 12 | 12 | 12 | 15 |

Fonte:  Serie A TIM – Classifica, su legaseriea.it. URL consultato il 31 luglio 2017 (archiviato dall'url originale il 12 giugno 2018).
Legenda:

Luogo: C = Casa; T = Trasferta. Risultato: V = Vittoria; N = Pareggio; P = Sconfitta.

### Statistiche dei giocatori
Sono in corsivo i calciatori che hanno lasciato la società a stagione in corso.
| Giocatore       | Serie A  | Serie A | Serie A     | Serie A    | Coppa Italia | Coppa Italia | Coppa Italia | Coppa Italia | Totale   | Totale | Totale      | Totale     |
| Giocatore       | Presenze | Reti    | Ammonizioni | Espulsioni | Presenze     | Reti         | Ammonizioni  | Espulsioni   | Presenze | Reti   | Ammonizioni | Espulsioni |
| --------------- | -------- | ------- | ----------- | ---------- | ------------ | ------------ | ------------ | ------------ | -------- | ------ | ----------- | ---------- |
| F. Avenatti     | 11       | 0       | 0           | 0          | -            | -            | -            | -            | 11       | 0      | 0           | 0          |
| A. da Costa     | 4        | -5      | 0           | 0          | 0            | -0           | 0            | 0            | 4        | -5     | 0           | 0          |
| L. Crisetig     | 8        | 0       | 0           | 0          | 0            | 0            | 0            | 0            | 8        | 0      | 0           | 0          |
| M. Destro       | 26       | 6       | 2           | 0          | 1            | 0            | 0            | 0            | 27       | 6      | 2           | 0          |
| F. Di Francesco | 24       | 1       | 2           | 0          | 1            | 0            | 0            | 0            | 25       | 1      | 2           | 0          |
| S. De Maio      | 26       | 2       | 4           | 0          | 1            | 0            | 1            | 0            | 27       | 2      | 5           | 0          |
| G. Donsah       | 28       | 2       | 2           | 0          | 0            | 0            | 0            | 0            | 28       | 2      | 2           | 0          |
| B. Dzemaili     | 15       | 1       | 1           | 0          | -            | -            | -            | -            | 15       | 1      | 1           | 0          |
| C. Falletti     | 14       | 1       | 1           | 0          | -            | -            | -            | -            | 14       | 1      | 1           | 0          |
| G. Gonzalez     | 22       | 0       | 3           | 1          | 1            | 0            | 0            | 0            | 23       | 0      | 3           | 1          |
| F. Helander     | 29       | 0       | 4           | 0          | 0            | 0            | 0            | 0            | 29       | 0      | 4           | 0          |
| E. Krafth       | 12       | 0       | 2           | 0          | -            | -            | -            | -            | 12       | 0      | 2           | 0          |
| L. Krejci       | 12       | 0       | 0           | 0          | 1            | 0            | 0            | 0            | 13       | 0      | 0           | 0          |
| D. Maietta      | 7        | 0       | 1           | 0          | 0            | 0            | 0            | 0            | 7        | 0      | 1           | 0          |
| A. Masina       | 34       | 0       | 6           | 0          | 1            | 0            | 1            | 0            | 35       | 0      | 7           | 0          |
| I. Mbaye        | 25       | 1       | 2           | 0          | 0            | 0            | 0            | 0            | 25       | 1      | 2           | 0          |
| A. Mirante      | 33       | -46     | 4           | 0          | 1            | -3           | 0            | 0            | 34       | -49    | 4           | 0          |
| A. Nagy         | 12       | 1       | 0           | 0          | 1            | 0            | 0            | 0            | 13       | 1      | 0           | 0          |
| O. Okwonkwo     | 10       | 3       | 1           | 0          | 0            | 0            | 0            | 0            | 10       | 3      | 1           | 0          |
| R. Orsolini     | 8        | 0       | 0           | 0          | -            | -            | -            | -            | 8        | 0      | 0           | 0          |
| R. Palacio      | 28       | 4       | 4           | 0          | -            | -            | -            | -            | 28       | 4      | 4           | 0          |
| B. Petković     | 9        | 0       | 3           | 0          | 1            | 0            | 0            | 0            | 10       | 0      | 3           | 0          |
| A. Poli         | 32       | 2       | 6           | 1          | 1            | 0            | 1            | 0            | 33       | 2      | 7           | 1          |
| E. Pulgar       | 32       | 3       | 5           | 0          | 1            | 0            | 0            | 0            | 33       | 3      | 5           | 0          |
| S. Romagnoli    | 8        | 0       | 0           | 0          | -            | -            | -            | -            | 8        | 0      | 0           | 0          |
| A. Santurro     | 1        | -1      | 0           | 0          | 0            | -0           | 0            | 0            | 1        | -1     | 0           | 0          |
| S. Taïder       | 9        | 0       | 0           | 0          | 1            | 0            | 0            | 0            | 10       | 0      | 0           | 0          |
| J. Valencia     | 0        | 0       | 0           | 0          | -            | -            | -            | -            | 0        | 0      | 0           | 0          |
| V. Torosidis    | 17       | 0       | 2           | 1          | 1            | 0            | 0            | 0            | 18       | 0      | 2           | 1          |
| S. Verdi        | 34       | 10      | 2           | 0          | 1            | 0            | 0            | 1            | 35       | 10     | 2           | 1          |

## Giovanili

### Organigramma
- Responsabile: Daniele Corazza
- Segretario Settore Giovanile: Maurizio Rizzi
- Responsabile Scuola Calcio: Valerio Chiatti

Area tecnica - Primavera
- Allenatore: Emanuele Troise
- Allenatore in seconda: Diego Pérez
- Preparatore atletico: Alberto Olianas
- Preparatore portieri: Gianluca Pagliuca
- Medico sociale: Roberto D'Ovidio
- Fisioterapista: Silvio Rossi

Area tecnica - Under 17
- Allenatore: Paolo Magnani
- Preparatore Atletico: Mattia Bigi
- Preparatore portieri: Oriano Boschin
- Fisioterapista: Juan Manuel Parafita

- Allenatore: Francesco Satta
- Preparatore atletico: Filippo Ceglia
- Preparatore portieri: Andrea Sentimenti

Area tecnica - Under 15
- Allenatore: Francesco Morara
- Collaboratore tecnico: Nicolò Mazzanti
- Preparatore atletico: Lorenzo Pitino
- Preparatore portieri: Andrea Sentimenti

### Piazzamenti
- Primavera:
  - Campionato: 15º posto (retrocessa)
  - Coppa Italia: Eliminata al secondo turno
  - Torneo di Viareggio: Eliminata ai gironi
- Allievi Nazionali Under 17:
  - Campionato: 7º posto (girone B)
- Under 16:
  - Campionato: 6º posto (girone B)
- Under 15:
  - Campionato: 6º posto (girone B)